# جائزة إيطاليا الكبرى 1976
جائزة إيطاليا الكبرى 1976 هو سباق فورمولا 1 أقيم بتاريخ 12 سبتمبر 1976 في حلبة مونزا. كان الثالث عشر من أصل 16 في بطولة العالم لسباقات الفورمولا واحد موسم 1976. فاز به السويدي روني بيترسون.